# かつしかシンフォニーヒルズ
かつしかシンフォニーヒルズは、東京都葛飾区にあるホール。正式名称は葛飾区文化会館。葛飾区が所有し、指定管理者のキョードーファクトリー・キョードー東京・シミズオクト共同事業体が管理運営を行う。

## 概要
1992年5月23日開業。
大ホールのモーツァルトホールはシューボックス型のホールであり、座席数は1318席。

小ホールのアイリスホールは座席数298席で、一部可動席もある。小規模な演奏会などに使用される。
かつて、この場所には葛飾区役所が所在した。1962年に区役所が現在地へ移転すると、葛飾区の体育館として利用されていた。後に当館建設に伴い閉鎖された。

## 交通
- 京成本線・押上線 青砥駅下車